# Hermunduři

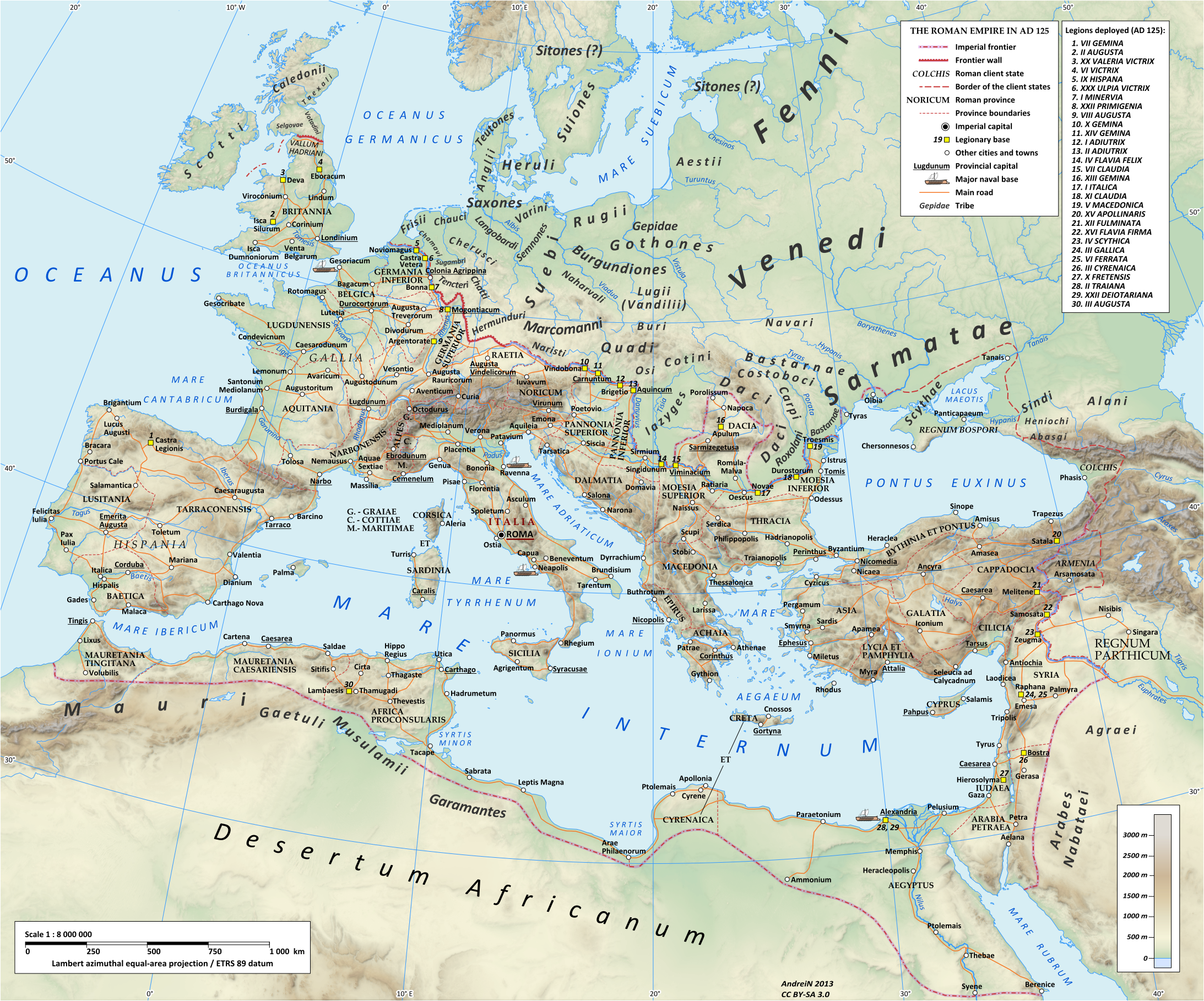
Římská říše za císaře Hadriána (vládl 117-138), ukazující hranice římského impéria a území osídlené Hermundury

Hermunduři byl germánský kmen, který patřil ke kmeni Herminonů. Celý tento kmenový svaz byl podskupinou kmene Svébů.
Na počátku 1. století našeho letopočtu žil tento kmen na území dnešního středního Německa, ale během prvních tří století našeho letopočtu několikrát migroval střední Evropou. Římský historik Strabón píše, že Hermunduři žili v blízkosti řeky Labe na území dnešního Durynska, Saska, Česka a severního Bavorska. Na jihu se dostali až k římské kolonii Augusta Vindelicorum (Augsburg) v římské provincii Raetie, která se podle zeměpisce Claudia Ptolemaia nacházela od provincie Germania Superior na opačném břehu řeky Ister (Dunaj). Římský historik Publius Tacitus ve svém díle Germania za území Hermundurů označil místa na východ od horního Mohanu mezi území kmene Naristů, kteří sídlili na okraji Černého lesa a na okraji území Markomanů a Kvádů. Tacitus také zmiňuje, že Hermunduři v 1. století jako jediný germánský kmen ve velkém obchodoval s Římany. Uvádí, že tento kmen obchodoval s Raetií i když moderní archeologie ukazuje, že římské obchodní zboží bylo rozšířeno po celém germánském území daleko za hranicemi území Hermundurů. Dále píše, že někteří z Hermundurů měli povolený pohyb po římských městech bez ozbrojené římské eskorty.
V roce 21 hermundurský král Vibilius sesadil z trůnu markomanského vládce Katvaldu, který byl stejně jako Marobud nucen hledat útočiště v římském impériu, které našel ve Forum Julii v provincii Gallia Narbonensis. Moc Hermundurů se ale nezamlouvala Římanům, proto krátce po dosazení Vibiliuse na trůn ho znovu sesadili a vládu nad územím svěřili Vanniovi, který byl náčelníkem Kvádů I když jeho vláda byla tyranská s velkým útlakem okolních kmenů, přesto vládl přes 30 let území, které bylo označováno jako Vanniovo království. Až okolo roku 50 našeho letopočtu se Hermunduři v čele stále s Vibiliem vzbouřili a spolu s Vanniovými synovci Vangiem a Sidou zaútočili od severu na území Vanniova království a Vannia z trůnu sesadili. Vanniovi se podařilo uprchnout a najít azyl v Panonii.
Hermunduři se ve 2. století spolu se svými sousedy Markomany zúčastnili markomanských válek proti Římskému impériu. Tyto války probíhaly v letech 166–180. Hermunduři byli v markomanských válkách poraženi a samostatně s Římem uzavřeli mír.
Ve 3. století se Hermunduři stali součástí konfederace Alamanů, jejíž součástí byli i Semnoni žijící na severu od Hermundurů. Někteří historici se domnívají, že potomci Hermundurů ve 4. století dali základy pro germánský kmen Durynků